# Кларк, Дэйн
Дэйн Кларк (англ. Dane Clark), имя при рождении — Бернард Зэнвилл (англ. Bernard Zanville) (26 февраля 1912 — 11 сентября 1998) — американский киноактёр, более всего известный ролями в кино и на телевидении в 1940-50-е годы.
На протяжении сорока с лишним лет своей карьеры Кларк снялся почти в 30 фильмах, начиная с «Воскресного удара» (1942) и заканчивая «Последним ритуалом» (1988). Лучшими картинами Кларка стали военные драмы «Пункт назначения — Токио» (1943), «Боевые действия в Северной Атлантике» (1943), «Сама мысль о вас» (1944), «Бог — мой второй пилот» (1945) и «Гордость морской пехоты», криминальные драмы и фильмы нуар «Украденная жизнь» (1946), «Глубокая долина» (1947), «Восход луны» (1948), «Соблазнительная ты» (1948) и «Стрелок на улицах города» (1950), спортивная мелодрама «Вперёд, парень, вперёд!» (1954). Партнёрами Кларка были такие звёзды, как Хамфри Богарт, Джон Гарфилд, Кэри Грант, Бетт Дейвис и Рэймонд Мэсси.
Кроме того, Кларк играл на Бродвее и много снимался на телевидении.

## Биография

### Ранние годы жизни
Дэйн Кларк родился 26 февраля 1912 года (его имя при рождении — Бернард Эллиотт Зэнвилл) в нью-йоркском районе Бруклин в семье еврейских эмигрантов из России, его отец был владельцем магазина спортивных товаров. Он был хорошим спортсменом и даже получил предложение стать профессиональным бейсболистом, однако решил продолжить учёбу и получить высшее образование. В начале 1930-х годов он закончил Корнеллский университет и Юридическую школу Университета Сент-Джон в Бруклине. Однако, по словам Кларка, в те годы юристам было тяжело найти работу, и он пошёл в боксёры. Быстро поняв, что это дело не для него, Кларк ради заработка играл в бейсбол, работал на стройке, был торговцем и моделью для скульптора, и в этом качестве попал в художественную среду. Первоначально Кларка восхитила художественная среда, в которой он оказался, но через некоторое время он понял, что постоянные снобистские разговоры о театре немного фальшивы. И тогда он решил попробовать себя в актёрской профессии с целью показать, что она по силам любому.
В 1934 году под именем Бернард Зэнвилл он дебютировал в спектакле левацкого театра Union по пьесе Фридриха Вольфа «Матросы из Катарро» (1934), которую поставил Джордж Тобиас. На следующий год он дебютировал на Бродвее в спектакле «Паника» (1935), который выдержал всего 2 (согласно другому источнику — 3) представления и был охарактеризован одним критиком как «выдающийся провал года». Эта антикапиталистическая трагедия была написана белым стихом и поставлена в стилистике древнегреческого театра, рассказывая о катастрофе национального банка в 1933 году. Спектакль вошёл в историю американского театра по нескольким причинам — это была первая пьеса поэта Арчибальда Маклиша, главную роль в ней сыграл 19-летний Орсон Уэллс, её продюсерами были Джон Хаусман и Вирджил Томсон, а хореографию в греческом стиле поставила Марта Грэм.
После этой работы Зэнвилл сыграл в двух успешных спектаклях ориентированного на социальную тематику театра Group Theatre по пьесам Клиффорда Одетса — известном своей радикальной постановкой «В ожидании Лефти» (1935, 144 представления) и антинацистском «До моего смертного часа» (1935, 136 представлений). Последний спектакль Кларка в 1935 году — «Тупик» Сидни Кингсли о пагубном влиянии трущоб Нью-Йорка — стал наиболее успешным, он шёл в течение двух лет и выдержал 687 представлений. Позднее Кларк гастролировал с несколькими спектаклями, среди них наиболее успешный из спектаклей Group Theatre — «Золотой мальчик» по пьесе Одетса — пока в 1941 году его не позвали в Голливуд сыграть в нескольких агитационных фильмах для американской армии.

### Кинокарьера в 1938—1940-е годы
Кларк начал работать в кино под именем Бернард Зэнвилл. Свою первую роль он сыграл ещё в 1938 году в нью-йоркской короткометражке «Сети закона» (1938). Прибыв в Голливуд в 1941 году, он сыграл эпизодические роли (без указаниях в титрах) в таких значимых картинах, как военная драма Джона Фэрроу «Остров Уэйк» (1942), исторический биопик Уильяма Дитерле «Теннесси Джонсон» (1942) с Вэном Хефлином, спортивный биопик «Гордость Янки» (1942) с Гэри Купером и Терезой Райт и фильм нуар Стюарта Хейслера «Стеклянный ключ» (1942) с Аланом Лэддом и Вероникой Лейк.
В 1943 году Кларк заключил контракт с Warner Bros., после чего сменил имя на лучше воспринимаемое аудиторией Дэйн Кларк, которое, как говорят, дал ему Хамфри Богарт во время совместных съёмок в военном экшне Ллойда Бэкона «Боевые действия в Северной Атлантике» (1943). В этой картине с участием Богарта и Рэймонда Мэсси, посвящённой героизму моряков торгового флота во время войны, Кларк исполнил роль моряка, корабль которого был потоплен немецкой подлодкой. Игра Кларка в этом фильме обратила на себя внимание критиков и «в большей или меньшей степени сделала его звездой». Кларк продолжал играть свои лучшие роли в фильмах о Второй мировой войне, среди них военная приключенческая драма Делмера Дэйвса «Пункт назначения — Токио» (1943) с участием Кэри Гранта и Джона Гарфилда. Фильм рассказывал историю экипажа подводной лодки на боевом задании, и Кларк создал образ наиболее агрессивного из членов экипажа. Это был первый из двух фильмов, где он сыграл вместе с Гарфилдом, который также был выходцем из The Group Theatre. После этой роли Кларка стали рассматривать как возможную альтернативу Гарфилду, который в то время был постоянным исполнителем ролей суровых парней на студии Warner Bros..
Затем Кларк перешёл на роли боевых товарищей и лучших друзей главных героев: в романтической мелодраме военного времени «Сама мысль о вас» (1944) он был партнёром Денниса Моргана, а в звёздном музыкальном ревю «Голливудская лавка для войск» (1944) — Роберта Хаттона. Роль Кларка в этом фильме запомнилась благодаря моменту, когда он говорит девушке, с которой танцует: «Знаешь, ты точная копия Джоан Кроуфорд», на что она отвечает: «Но я и есть Джоан Кроуфорд», после чего он падает в обморок. Год спустя Кларк убедительно сыграл коллегу и лучшего друга главного героя, выдающегося лётчика (Деннис Морган) в военном экшне Роберта Флори «Бог — мой второй пилот» (1945) и морпеха, боевого товарища и лучшего друга ослепшего героя войны (Джон Гарфилд), который возвращается домой и пытается начать гражданскую жизнь, в биографической драме «Гордость морской пехоты» (1945).
В психологической мелодраме Кёртиса Бернхардта «Украденная жизнь» (1946) с Бетт Дейвис в двойной роли сестёр-близнецов Кларк сыграл роль постоянно раздражённого художника, обучающего одну из сестёр, который начинает проявлять к ней неприятный для неё романтический интерес. В криминальной мелодраме «Её тип мужчины» (1946) Кларк сыграл свою первую главную роль — газетного обозревателя, который влюблён в певицу кабаре (Дженис Пейдж), помолвленную с гангстером эпохи сухого закона (Закари Скотт). По мнению обозревателя Тома Вэлланса из «Индепендент», фильм стал «вялой попыткой студии Warner Bros. воссоздать славу своих ранних гангстерских фильмов».

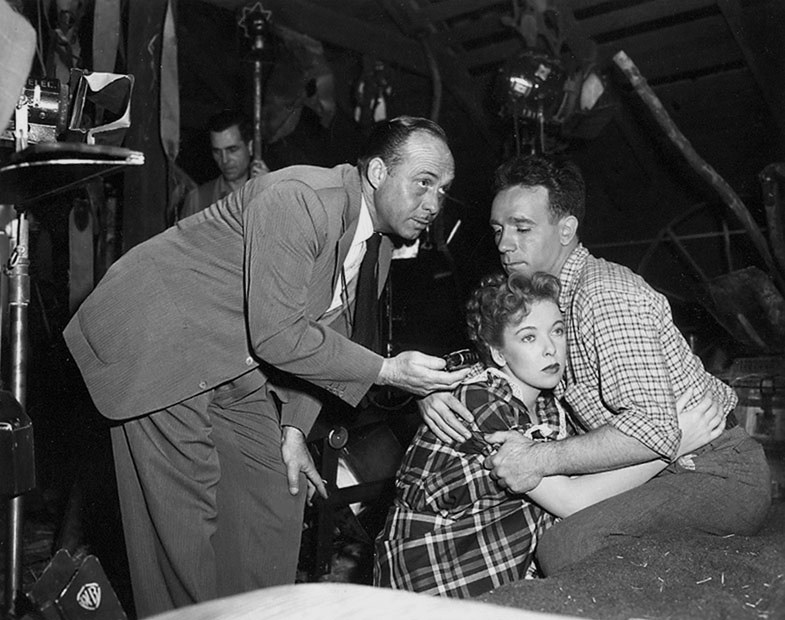
Оператор Тед Маккорд, Айда Лупино и Дэйн Кларк на съемках фильма «Глубокая долина» (1947)

К концу 1940-х годов Кларк получил на Warner Bros. несколько главных ролей в криминальных драмах и фильмах нуар. В 1947 году в криминальной мелодраме «Глубокая долина» (1947) Кларк сыграл свою лучшую роль на Warner Bros., создав образ ожесточённого заключённого, который сбегает с каторги и укрывается у живущей в горах одинокой девушки (Айда Лупино). Из-за забастовки постановщиков декораций на студии весь фильм был снят на натуре в Биг-Суре и Биг-Беаре в Калифорнии, и его режиссёр Жан Негулеско позднее вспоминал, что длительный период изоляции привёл к страстному роману между Кларком и Лупино, который завершился столь же мгновенно, как и начался, как только оба вернулись в Голливуд. В комедии «Этот путь с женщиной» (1947) Кларк исполнил роль неуживчивого владельца автомастерской, влюблённого в дочь (Марта Викерс) бывшего автомобильного магната (Сидни Гринстрит), который, выйдя на пенсию, инкогнито становится совладельцем этой мастерской.

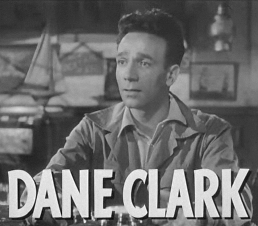
Дэйн Кларк в трейлере фильма «Кнут» (1948)

В спортивном нуаре «Кнут» (1948) Кларк сыграл бедного художника, который становится профессиональным боксёром, чтобы завоевать сердце певицы из ночного клуба (Алексис Смит) и спасти её от мужа (Закари Скотт), который является владельцем клуба и организатором боёв. Критики часто сравнивали «Кнут» с «Её типом мужчины» на том основании, что Кларк, как и в том фильме, спасает певицу от опасного персонажа в исполнении Закари Скотта. С другой стороны, роль Кларка — выходца из рабочей среды и типичного среднего парня, который становится амбициозным боксёром — сравнивали с ролью Джона Гарфилда в спортивном нуаре «Тело и душа» (1947), назвав фильм Кларка второсортной версией картины Гарфилда. В криминальной мелодраме «Соблазнительная ты» (1948) Кларк сыграл связавшегося с бандитами доброго парня, который во время бегства от полиции на автомобиле случайно сбивает девушку (Джеральдин Брукс), нанося ей тяжелые травмы, а затем, испытывая муки совести, находит девушку и начинает помогать ей деньгами, влюбляется и в финале картины женится на ней перед самой её смертью.
В том же году Кларк был отдан в аренду на студию Republic Pictures, где сыграл свою лучшую роль эмоционально взвинченного юноши, совершившего непреднамеренное убийство, в сельском нуаре Фрэнка Борзейги «Восход луны» (1948). История социального изгоя, отягощённого знанием того, что его отец был повешен, и совершившего случайное убийство, по словам Вэлланса, «была сделана с лирическим романтизмом, а необычная актёрская пара угрюмого Кларка и неземной Гэйл Расселл в роли его подруги придала фильму дополнительную пикантность». По мнению многих критиков, это была самая выдающаяся роль Кларка в кино.
Кларк завершил свой контракт с Warner Bros. двумя второстепенными фильмами. В вестерне «Баррикада» (1950), поставленном по мотивам романа Джека Лондона «Морской волк» (1904), он побеждает в смертельной схватке владельца шахты, расположенной в отдалённой пустынной местности, тирана и садиста Крюгера (Рэймонд Мэсси). Наконец, в нуаре Винсента Шермана «Ответный огонь» (1950) с Эдмондом О’Брайеном, Гордоном Макреем и Вирджинией Мейо Кларк сыграл отрицательную роль боевого товарища главного героя, который, как выясняется, ведёт двойную жизнь, оказываясь рэкетиром и коварным убийцей.

### Кинокарьера в 1950-е годы
После завершения контракта с Warner Bros. Кларк стал активно работать на телевидении, а также снялся в нескольких европейских фильмах. Во французском независимом гангстерском нуаре Фрэнка Таттла «Стрелок на улицах города» (1950) Кларк сыграл главную роль дезертировавшего из армии американского солдата, ставшего во Франции преступником, розыск которого ведётся по всей стране (его преданную подругу сыграла Симона Синьоре).
В начале 1950-х годов Кларк стал регулярно сниматься в Великобритании. Сначала он сыграл главную роль в шпионском триллере Роя Уорда Бейкера «Особо опасно» (1950), причудливой истории о британском энтомологе (Маргарет Локвуд), которую правительство направляет за «железный занавес» в одну из балканских стран, чтобы предотвратить выведение особого вида насекомых, которых можно использовать как биологическое оружие. При помощи американского журналиста, которого играет Кларк, ей удаётся выполнить задание. За этой лентой последовали три криминальных фильма, произведённые независимым американским продюсером Робертом Л. Липпертом совместно с британской киностудией «Хаммер». В картине «Игрок и леди» (1952) Кларк предстал в нетипичном для себя образе амбициозного гангстера, которого губит тяга к респектабельности. В нуаровом триллере Теренса Фишера «Убийство по договорённости» (1954) он сыграл роль обедневшего американца в Лондоне, которого подставляют в убийстве. И, наконец, в нуаровом триллере «Пять дней» (1954) Кларк исполнил роль неудачливого бизнесмена, заказавшего другу своё убийство с тем, чтобы жена смогла получить страховку. Однако ему неожиданно везёт в делах, он хочет отменить заказ, но за его убийство уже взялись настоящие преступники.
На родине в 1954 году Кларк сыграл главные роли офицера армейской кавалерии в вестерне «Громовой перевал» (1954) и начальника порта, спасающего его от готовящегося коммунистами ядерного взрыва, в триллере периода Холодной войны «Адский порт» (1954). Одной из любимых киноработ Кларка стала роль известного спортивного продюсера Эйба Саперстейна, создателя и генерального менеджера составленной из чернокожих игроков знаменитой профессиональной баскетбольной команды «Гарлем Глобтроттерс» в биографической спортивной драме «Вперёд, парень, вперёд!» (1954). Кларк особенно гордился этим фильмом, так как считал его предшественником многих других картин, которые выступали против расовой дискриминации и боролись за гражданские права. Вестерн «Сын преступника» (1957) рассказывал об отношениях странствующего преступника и убийцы (Кларк) со своим сыном, которого воспитала добропорядочная тётя, пытающаяся защитить ребёнка от криминала.
В 1960—80-е годы Кларк редко появлялся в кино, переориентировавшись на работу на телевидении. Свою последнюю роль главы нью-йоркского мафиозного клана Кларк сыграл в криминальной мелодраме «Последний ритуал» (1988) с Томом Беренджером в роли католического священника, который имеет тесные родственные связи с мафией.

### Карьера в театре, на радио и телевидении в 1950-80-е годы

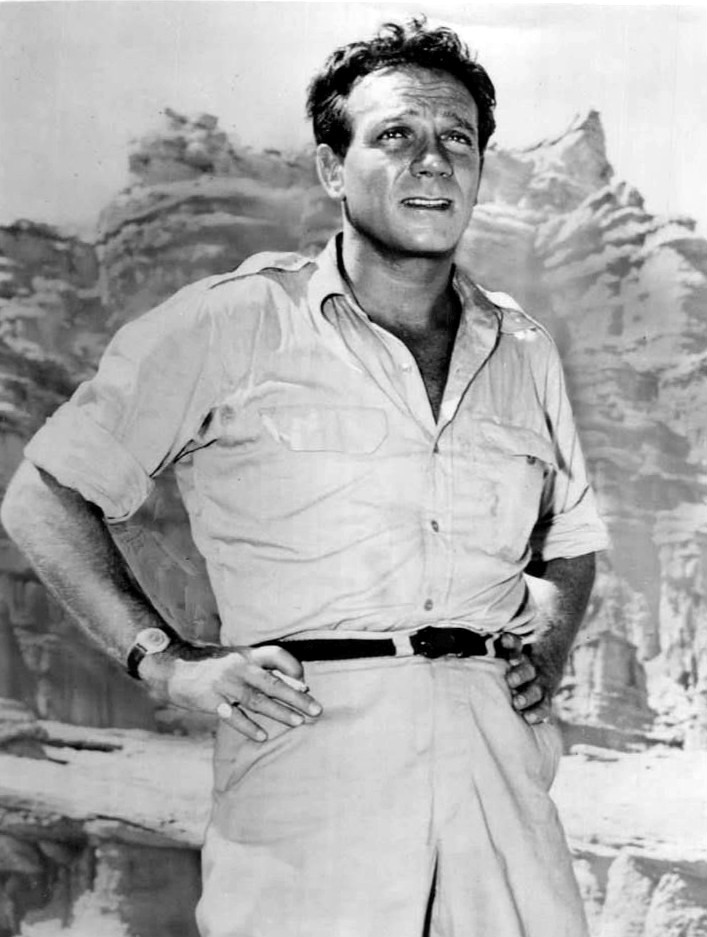
Дэйн Кларк в телесериале «Телеграфное агентство» (1956)

В середине 1950-х годов, когда его фильмы становились всё хуже, Кларк стал появляться в кино всё реже, найдя более стоящие роли на телевидении и на бродвейской сцене. В 1950—1960-е годы он сыграл в четырёх бродвейских спектаклях. Кроме того, на протяжении всей своей карьеры Кларк постоянно работал на радио, в частности, в апреле-сентябре 1954 года он играл главную роль в криминальном радиосериале «Преступление и Питер Чемберс».
Кларк был одним из первых киноактёров, начавших работать на телевидении, сыграв в 1949 году в эпизоде телепрограммы «Телетеатр „Шевроле“». В 1950-е годы Кларк сыграл несколько главных ролей в телесериалах: он играл корреспондента новостей Дэна Миллера в журналистском приключенческом сериале «Телеграфное агентство» (1956—1957, 14 эпизодов) и владельца плавучей гостиницы на Тринидаде в приключенческом телесериале «Отважная затея» (1959, 43 эпизода), поставленном на основе радиошоу 1951—1952 годов, в котором главные роли исполняли Хамфри Богарт и Лорен Бэколл. В 1970-е годы он сыграл лейтенанта Трэгга в неудачном продолжении классического судебного сериала «Новый Перри Мейсон» (1973—1974, 14 эпизодов).

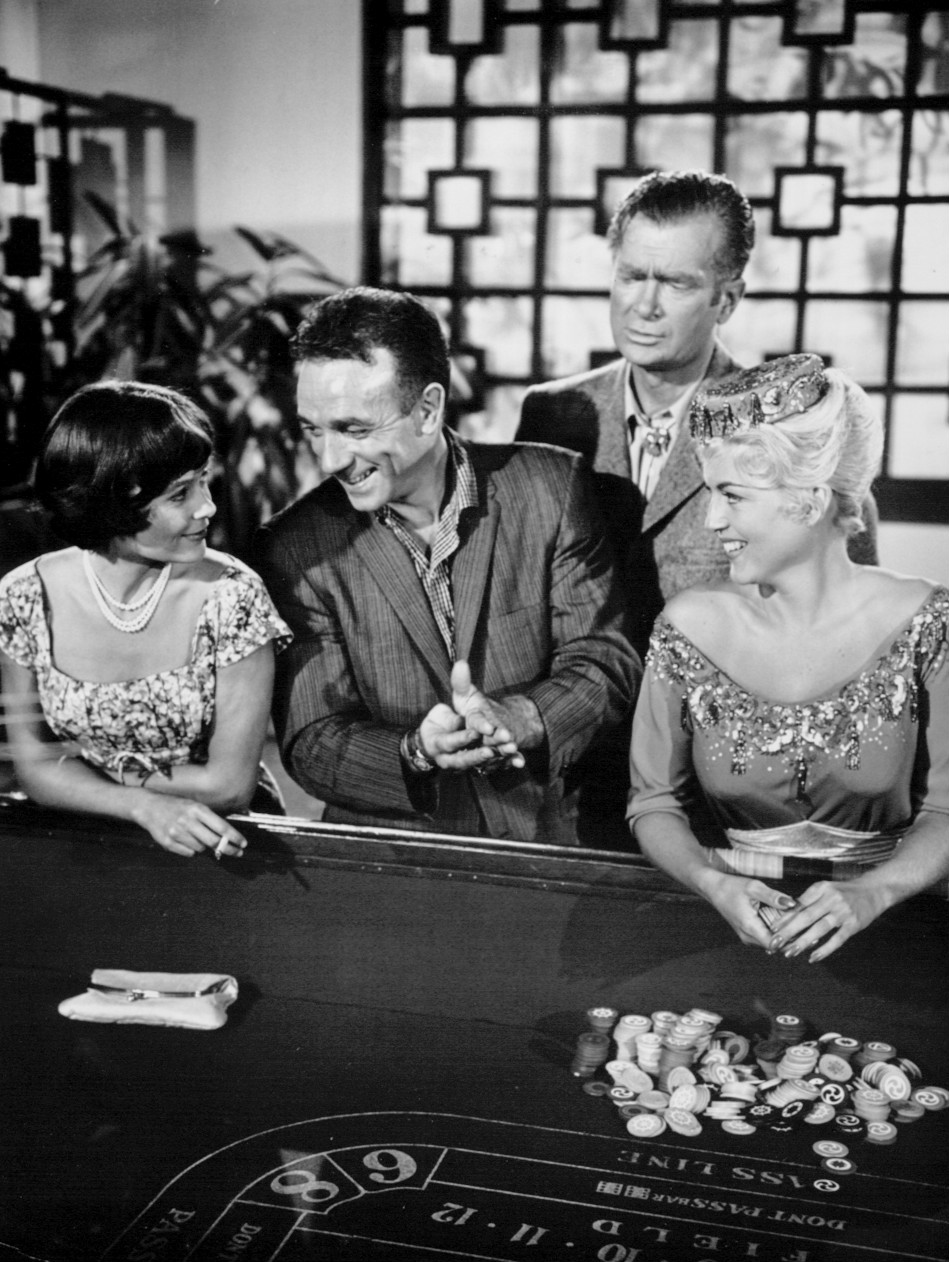
Дэйн Кларк в телесериале «Сумеречная зона» (1961)

Кроме того, в 1950—1980-е годы Кларк был приглашённой звездой многих популярных телесериалов, среди них «Правосудие» (1954, 7 эпизодов), «Театр научной фантастики» (1955, 2 эпизода), «Караван повозок» (1958, 1 эпизод), «Сыромятная плеть» (1960, 1 эпизод), «Сумеречная зона» (1961, 1 эпизод), «Правосудие Берка» (1964, 1 эпизод), «Я — шпион» (1966—1968, 2 эпизода), «Полиция Нью-Йорка» (1967, 1 эпизод), «Айронсайд» (1968—1974, 6 эпизодов), «Шоу Билла Косби» (1970, 1 эпизод), «Виргинец» (1970, 1 эпизод), «Мэнникс» (1970—1971, 3 эпизода), «Миссия невыполнима» (1972, 1 эпизод), «Модный отряд» (1972, 1 эпизод), «Новобранцы» (1972—1974, 2 эпизода), «Кеннон» (1974, 1 эпизод), «Полицейская история» (1974—1978, 7 эпизодов), «Женщина-полицейский» (1974—1977, 5 эпизодов), «Мэтт Хэлм» (1975, 1 эпизод), «Гавайи 5-O» (1975—1978, 3 эпизода), «Старски и Хатч» (1976, 1 эпизод), «Макмиллан и жена» (1976, 1 эпизод), «Эллери Куин» (1976, 1 эпизод), «Свитч» (1977, 1 эпизод), «Вегас» (1978, 1 эпизод), «Остров фантазий» (1979—1982, 3 эпизода), «Медэксперт Куинси» (1983, 1 эпизод), «Детектив Майк Хаммер» (1984, 1 эпизод) и «Она написала убийство» (1984—1989, 2 эпизода).

## Актёрское амплуа и оценка творчества
Как отметил обозреватель «Нью-Йорк таймс» Лоуренс ван Гелдер, «при росте 178 см и весе 73 килограмма, кареглазый, с тёмными волосами, Кларк добился известности созданием простых и понятных образов суровых, но обаятельных солдат, моряков и пилотов в фильмах о Второй мировой войне». Как говорил сам Кларк, «всё, что я хочу и умею делать в кино — это быть средним мистером Джо». Киновед Хэл Эриксон написал об актёре: «Бруклинец до мозга костей, Кларк так никогда и не отошёл от своей уличной неуживчивости, часто исполняя роли лучшего друга главного героя или дерзкого бруклинского смутьяна».
По словам самого Кларка, лучшим событием в его жизни стало заключение контракта со студией Warner Bros., когда его карьера стала развиваться в начале и середине 1940-х годов как актёра, являющегося альтернативой Джону Гарфилду в амплуа жёсткого парня из рабочего класса. Кларк много играл в экшн-фильмах студии Warner Bros. о Второй мировой войне, , в частности, убедительно сыграл неуживчивых солдат в военных фильмах «Пункт назначения — Токио» (1943), «Бог — мой второй пилот» и «Гордость морской пехоты» (оба — 1945).
В таких фильмах, как «Её тип мужчины» (1946), «Глубокая долина» (1947), «Этот путь с женщиной» (1947) и «Соблазнительная ты» (1948) амплуа Кларка как парня с крутым характером получило новую трактовку, теперь как непонятого обществом опасного главного героя, который меняется благодаря общению с хорошей девушкой. Более близким к его типажу парня из рабочего класса был «Кнут» (1948), где Кларк сыграл роль жёсткого боксёра.
Хотя на студии Warner Bros. Кларк дорос до главных ролей, его самой большой актёрской удачей и, возможно, лучшей ролью в карьере стала роль, которую он сыграл, находясь в аренде на студии Republic Pictures, где в мрачном фильме нуар Фрэнка Борзейги «Восход луны» (1948) он идеально сыграл психически травмированного общественного изгоя, отца которого в своё время повесили за убийство.
Немногие актёры были сильнее Кларка в изображении воинственных, задиристых персонажей. Небольшого по комплекции, но жёсткого и жилистого Кларка часто сравнивали с Джоном Гарфилдом, одной из крупнейших звёзд той же студии Warner Bros.. Но хотя Кларк и был популярен среди кинозрителей 1940-х годов, он так и не достиг сравнимого с Гарфилдом звёздного уровня. Его драчливые бунтари вызывали меньше сочувствия, чем герои Гарфилда, а энергия актёра была как его силой, так и слабостью. Порой его необузданность даже разрушала атмосферу фильма. В итоге, несмотря на свой бесспорный талант и магнетизм, Кларк так и не поднялся на тот звёздный уровень, которого достиг Гарфилд.

## Личная жизнь
Кларк был женат дважды. В 1940 году он женился на художнице Марго Йодер, с которой прожил вплоть до её смерти в 1970 году. В 1972 году он женился повторно на молодой сотруднице биржи Джеральдин Фрэнк, с которой прожил 27 лет вплоть до своей смерти.

## Смерть
Дэйн Кларк умер 11 сентября 1998 года в Санта-Монике.

## Фильмография

### Кино
- 1938 — Сети закона / Toils of the Law (короткометражка)
- 1940 — Деньги и женщина / Money and the Woman (сцены вырезаны)
- 1942 — Воскресный удар / Sunday Punch — Фил Гроган (в титрах не указан)
- 1942 — Гордость Янки / The Pride of Yankees — студент (в титрах не указан)
- 1942 — Теннесси Джонсон / Tennessee Johnson — Виртс (в титрах не указан)
- 1942 — Стеклянный ключ / The Glass Key — Генри Слосс (в титрах не указан)
- 1942 — Остров Уэйк / Wake Island — Спаркс, радист (в титрах не указан)
- 1943 — Боевые действия в Северной Атлантике / Action in the North Atlantic — Джонни Пуласки
- 1943 — Пункт назначения — Токио / Destination Tokyo — Тин Кэн
- 1943 — Небеса могут подождать / Heaven Can Wait — оператор лифта (в титрах не указан)
- 1943 — За стеной / Over the Wall (короткометражка) — Бенни Виго
- 1943 — Задний стрелок / The Rear Gunner (короткометражка) — Бенни (указан как Бернард Зэнвилл)
- 1944 — Сама мысль о вас / The Very Thought of You — сержант «Фиксит» Гилман
- 1944 — Я платить не буду / I Won’t Play (короткометражка) — Джо Фингерс
- 1944 — Голливудская лавка для войск / Hollywood Canteen — сержант Ноулэнд
- 1945 — Бог — мой второй пилот / God Is My Co-Pilot — Джонни Питач
- 1945 — Гордость морской пехоты / Pride of the Marines — Ли Даймонд
- 1946 — Её тип мужчины / Her Kind of Man — Дон Корвин
- 1946 — Украденная жизнь / A Stolen Life — Кэрнок
- 1947 — Этот путь с женщиной / That Way with Women — Грег Уилсон
- 1947 — Глубокая долина / Deep Valley — Барри Бернетт
- 1948 — Восход луны / Moonrise — Дэнни Хоукинс
- 1948 — Кнут / Whiplash — Майкл Гордон, или Майк Анджело
- 1948 — Соблазнительная ты / Embraceable You — Эдди Новок
- 1949 — Без чести / Without Honor — Билл Бэндл
- 1950 — Ответный огонь / Backfire — Бен Арно
- 1950 — Баррикада / Barricade — Боб Питерс
- 1950 — Особо опасно / Highly Dangerous — Билл Кейси
- 1950 — Стрелок на улицах города / Gunman in the Streets — Эдди Робак
- 1950 — Охота / Le traqué — Эдди Робак
- 1951 — Никогда не доверяй азартному игроку / Never Trust a Gambler — Стив Гэрри
- 1951 — Форт Дефайнс / Fort Defiance — Джонни Тэллон
- 1951 — Игрок и леди / The Gambler and the Lady — Джим Форстер
- 1954 — Вперёд, парень, вперёд! / Go, Man, Go! — Эйб Саперстейн
- 1954 — Убийство по договорённости / Murder by Proxy — Кейси Морроу
- 1954 — Пять дней / Five Days — Джеймс Невилл
- 1954 — Громовой перевал / Thunder Pass — капитан Дэйв Стоун
- 1954 — Адский порт / Port of Hell — Гибсон «Гибб» Пэрди
- 1956 — Резня / Massacre — Рамон
- 1956 — Человек вооружён / The Man Is Armed — Джонни Моррисон
- 1957 — Сын преступника / Outlaw’s Son — Нэйт Блэйн
- 1970 — Макмастеры / The McMasters — Спенсер
- 1976 — Бывший орел / Once an Eagle — Гарри Шеппард
- 1979 — Происшествие на Френч-Атлантик / The French Atlantic Affair — адмирал Дж. Элтон Нокс
- 1981 — Женщина внутри / The Woman Inside
- 1982 — Кровавая песня / Blood Song — шериф Гиббонс
- 1988 — Последний ритуал / Last Rites — Дон Карло

### Телевидение
- 1949 — Театральный час «Форда» / The Ford Theatre Hour (телесериал, 1 эпизод)
- 1949 — Телетеатр «Шевроле» / The Chevrolet Tele-Theatre (телесериал, 1 эпизод)
- 1950 — Театр «Магнавокс» / The Magnavox Theatre (телесериал, 1 эпизод)
- 1950—1951 — Театр «Нэш Эйрфлайт» / Nash Airflyte Theatre (телесериал, 2 эпизода)
- 1950—1954 — Опасность / Danger (телесериал, 3 эпизода)
- 1951 — Театр Груэн / Gruen Guild Playhouse (телесериал, 1 эпизод)
- 1951 — Театр «Старлайт» / Starlight Theatre (телесериал, 1 эпизод)
- 1951 — Отбой / Lights Out (телесериал, 1 эпизод)
- 1951 — Точно как судьба / Sure As Fate (телесериал, 1 эпизод)
- 1951 — Видеотеатр «Люкс» / Lux Video Theatre (телесериал, 1 эпизод)
- 1951 — Телевизионный театр Сомерсета Моэма / Somerset Maugham TV Theatre (телесериал, 1 эпизод)
- 1952—1958 — Театр звезд «Шлитц» / Schlitz Playhouse of Stars (телесериал, 4 эпизода)
- 1953 — Зеркальный театр «Ревлон» / The Revlon Mirror Theater (телесериал, 1 эпизод)
- 1953 — Театр «Медальон» / Medallion Theatre (телесериал, 1 эпизод)
- 1953—1954 — Телевизионный театр «Филко» / The Philco Television Playhouse (телесериал, 2 эпизода)
- 1954 — Правосудие / Justice (телесериал, 7 эпизодов)
- 1954 — Театр «Филип Моррис» / The Philip Morris Playhouse (телесериал, 1 эпизод)
- 1954—1956 — Телевизионный театр «Форда» / The Ford Television Theatre (телесериал, 2 эпизода)
- 1955 — Самый крутой из живущих / The Toughest Man Alive — Ли Стивенс, выдающий себя за Пита Гора
- 1955 — Театр «Дженерал Электрик» / General Electric Theater (телесериал, 1 эпизод)
- 1955 — Театр «Армстронг» / Armstrong Circle Theatre (телесериал, 1 эпизод)
- 1955 — Театр знаменитостей / Celebrity Playhouse (телесериал, 1 эпизод)
- 1955 — Театр научной фантастики / Science Fiction Theatre (телесериал, 2 эпизода)
- 1955 — Театр Дэймона Раньона / Damon Runyon Theater (телесериал, 1 эпизод)
- 1955 — Свидание с приключением / Appointment with Adventure (телесериал, 2 эпизода)
- 1955 — Продюсерская витрина / Producers' Showcase (телесериал, 1 эпизод)
- 1955—1957 — Студия 57 / Studio 57 (телесериал, 2 эпизода)
- 1955—1957 — Театр Джейн Уаймен / Jane Wyman Presents The Fireside Theatre (телесериал, 3 эпизода)
- 1956 — На суде / On Trial (телесериал, 1 эпизод)
- 1956 — Зал звёзд «Шеврон» / Chevron Hall of Stars (телесериал, 2 эпизода)
- 1956 — Час «Двадцатого века Фокс» / The 20th Century-Fox Hour (телесериал, 1 эпизод)
- 1956—1957 — Телеграфная служба / Wire Service (телесериал, 14 эпизодов)
- 1957 — Кульминация / Climax! (телесериал, 1 эпизод)
- 1958 — Караван повозок / Wagon Train (телесериал, 1 эпизод)
- 1958 — Persuit / Преследование (телесериал, 1 эпизод)
- 1958 — Театр 90 / Playhouse 90 (телесериал, 1 эпизод)
- 1958 — Подозрение / Suspicion (телесериал, 1 эпизод)
- 1958 — Первая студия / Studio One (телесериал, 1 эпизод)
- 1958 — Мишень / Target (телесериал, 1 эпизод)
- 1959 — Электротеатр «Бьюик» / Buick-Electra Playhouse (телесериал, 1 эпизод)
- 1959 — Смелая затея / Bold Venture (телесериал, 43 эпизода)
- 1960 — Закрывающаяся дверь / The Closing Door (телефильм)
- 1960 — Час «Юнайтед стейтс стил» / The United States Steel Hour (телесериал, 1 эпизод)
- 1960 — Сыромятная плеть / Rawhide (телесериал, 1 эпизод)
- 1960 — Детективное шоу «Шевроле» / The Chevy Mystery Show (телесериал, 1 эпизод)
- 1960—1961 — Пьеса недели / Play of the Week (телесериал, 2 эпизода)
- 1961 — Сумеречная зона / The Twilight Zone (телесериал, 1 эпизод)
- 1962 — Камера три / Camera Three (телесериал, 1 эпизод)
- 1962—1963 — Неприкасаемые / The Untouchables (телесериал, 2 эпизода)
- 1962—1963 — Шоу недели «Дюпон» / The DuPont Show of the Week (телесериал, 3 эпизода)
- 1964 — Правосудие Берка / Burke’s Law (телесериал, 1 эпизод)
- 1964—1966 — Бен Кэйси / Ben Casey (телесериал, 2 эпизода)
- 1965 — Защитники / The Defenders (телесериал, 1 эпизод)
- 1965 — Театр саспенса «Крафт» / Kraft Suspense Theatre (телесериал, 1 эпизод)
- 1966—1968 — Я — шпион / I Spy (телесериал, 2 эпизода)
- 1967 — Полиция Нью-Йорка / N.Y.P.D. (телесериал, 1 эпизод)
- 1968 — Театр Дэнни Томаса / The Danny Thomas Hour (телесериал, 1 эпизод)
- 1968—1969 — Наименование игры / The Name of the Game (телесериал, 2 эпизода)
- 1968—1974 — Айронсайд / Ironside (телесериал, 6 эпизодов)
- 1969 — Мир Брэкена / Bracken’s World (телесериал, 1 эпизод)
- 1970 — Шоу Билла Косби / The Bill Cosby Show (телесериал, 1 эпизод)
- 1970 — Виргинец / The Virginian (телесериал, 1 эпизод)
- 1970 — Бесшумная сила / The Silent Force (телесериал, 1 эпизод)
- 1970 — Международный аэропорт Сан-Франциско / San Francisco International Airport (телесериал, 1 эпизод)
- 1970—1971 — Мэнникс / Mannix (телесериал, 3 эпизода)
- 1971 — Лицо страха / The Face of Fear (телефильм) — Тэмворт
- 1971 — Графство Кейда / Cade’s County (телесериал, 1 эпизод)
- 1971 — Оуэн Маршалл, адвокат / Owen Marshall, Counselor at Law (телесериал, 1 эпизод)
- 1971 — Дэн Огэст / Dan August (телесериал, 1 эпизод)
- 1972 — Семья Рико / The Family Rico (телефильм) — Бостон Фил
- 1972 — Попрощайся, Мэгги Коул / Say Goodbye, Maggie Cole (телефильм) — Хэнк Купер
- 1972 — Ночная галерея / Night Gallery (телесериал, 1 эпизод)
- 1972 — Миссия невыполнима / Mission: Impossible (телесериал, 1 эпизод)
- 1972 — Модный отряд / The Mod Squad (телесериал, 1 эпизод)
- 1972—1974 — Новобранцы / The Rookies (телесериал, 2 эпизода)
- 1973 — Поиск / Search (телесериал, 1 эпизод)
- 1973—1974 — Новый Перри Мейсон / The New Perry Mason (телесериал, 14 эпизодов)
- 1974 — Кеннон / Cannon (телесериал, 1 эпизод)
- 1974—1978 — Полицейская история / Police Story (телесериал, 7 эпизодов)
- 1974—1977 — Женщина-полицейский / Police Woman (телесериал, 5 эпизодов)
- 1975 — Убийство на рейсе 502 / Murder on Flight 502 (телефильм)
- 1975 — Полицейский на участке / Cop on the Beat (телефильм) — лейтенант Бейкер
- 1975 — Стрелок / Archer (телесериал, 1 эпизод)
- 1975 — Мэтт Хелм / Matt Helm (телесериал, 1 эпизод)
- 1975 — Бронк / Bronk (телесериал, 1 эпизод)
- 1975 — Медицинская история / Medical Story (телесериал, 1 эпизод)
- 1975 — Джо Форрестер / Joe Forrester (телесериал, 1 эпизод)
- 1975—1978 — Гавайи 5-O / Hawaii Five-O (телесериал, 3 эпизода)
- 1976 — Джеймс Дин / James Dean (телефильм) — Джеймс Уитмор
- 1976 — Старски и Хатч / Starsky and Hutch (телесериал, 1 эпизод)
- 1976 — Макмиллан и его жена / McMillan & Wife (телесериал, 1 эпизод)
- 1976 — Эллери Куин / Ellery Queen (телесериал, 1 эпизод)
- 1976 — Особо опасен / Most Wanted (телесериал, 1 эпизод)
- 1977 — Свитч / Switch (телесериал, 1 эпизод)
- 1977—1978 — Братья Харди и Нэнси Дрю / The Hardy Boys/Nancy Drew Mysteries (телесериал, 2 эпизода)
- 1978 — Вегас / Vega$ (телесериал, 1 эпизод)
- 1979 — Спасение 1 / Salvage 1 (телесериал, 1 эпизод)
- 1979—1982 — Остров фантазий / Fantasy Island (телесериал, 3 эпизода)
- 1980 — Кондоминиум / Condominium (телефильм) — Пит МакГиннити
- 1981 — Райкер / Riker (телесериал, 1 эпизод)
- 1983 — Мэтт Хьюстон / Matt Houston (телесериал, 1 эпизод)
- 1983 — Медэксперт Куинси / Quincy M.E. (телесериал, 1 эпизод)
- 1983 — Каскадёры / The Fall Guy (телесериал, 1 эпизод)
- 1983 — Саймон и Саймон / Simon & Simon (телесериал, 1 эпизод)
- 1984 — Детектив Майк Хаммер / Mike Hammer (телесериал, 1 эпизод)
- 1984—1989 — Она написала убийство / Murder, She Wrote (телесериал, 2 эпизода)
- 1985 — Путь на небеса / Highway to Heaven (телесериал, 1 эпизод)